# Ortac
Ortac – mała, niezamieszkana wyspa około 5 km na zachód od wyspy Alderney, w pobliżu wyspy Burhou.
Wymiary wyspy Ortac to w przybliżeniu 50 na 70 metrów.